# Thalassodes immissaria
Thalassodes immissaria är en fjärilsart som beskrevs av Walker 1861. Thalassodes immissaria ingår i släktet Thalassodes och familjen mätare. Inga underarter finns listade i Catalogue of Life.